# تشارلز دبليو. والتون
تشارلز دبليو. والتون (بالإنجليزية: Charles W. Walton) هو قاضي ومحامي وسياسي أمريكي، ولد في 9 ديسمبر 1819، وتوفي في 24 يناير 1900 في الولايات المتحدة. حزبياً، نشط في الحزب الجمهوري. انتخب عضو مجلس النواب الأمريكي.